# Michelle Suárez
Michelle Suárez   (Salinas, 21 de febrer de 1984 - Montevideo, 22 d'abril de 2022) va ser una activista, conferenciant, escriptora, política i advocada uruguaiana. Va publicar el llibre Hacia una Igualdad Sustantiva (2012). Va néixer a Canelones i va cursar els seus estudis secundaris al Liceu de Salinas.
Va ser la primera transsexual en aconseguir un títol universitari a Uruguai en graduar-se com a advocada per la Facultat de Dret de la Universidad de la República l'any 2010.
Va realitzar la seva carrera amb una altra identitat, però el lliurament del seu diploma va ser amb la identitat femenina. Per canviar la seva escolaritat, va realitzar una carta petitòria, no només per canviar l'escolaritat, sinó per canviar el títol amb el seu actual nom legal, amb la qual cosa es generà així un precedent en la Universitat de la República. A més de treballar independentment, era integrant i assessora de l'àrea jurídica de l'organització uruguaiana Ovelles Negres, així com conferenciant.
Des de març de 2014 militava al partit polític Frente Amplio. i va ser la primera transsexual a ser escollida senadora suplent pel Partit Comunista de l'Uruguai.